# Srebrenik
Srebrenik è una città e comune situato in Bosnia ed Erzegovina nel Cantone di Tuzla con 42 762 abitanti al censimento 2013.

## Geografia fisica
Il suo territorio comprende, oltre a Srebrenik città, anche i seguenti villaggi: Donja Potpeć, Gornja Potpeć, Tinja Gornja, Tinja Donja, Duboki Potok, Behrami, Šahmeri, Dedići, Seona, Lipje, Cage, Ljenobud, Bjelave, Kuge, Like, Rapatnica, Kiseljak, Uroža, Luka, Brda, G.Moranjci, Falešići, Brnjičani, Moranjci, Ibrići, Gulami, Hrvati, Omerbašići, Hodžići, Ahmići, Pirage, Vikali, Murati, Salihbašići, Lušnica, Crveno Brdo, Jasenica, Drapnići, Podorašje I, Podorašje II, Lisovići, Brezik, Kurtići, Zahirovići, Straža, Babunovići, Bare, Ćehaje, Ježinac, G.Srebrenik, D.Srebrenik, Ćojluk, N. N. Polje, Srebrenik I, Srebrenik II, Centar Špionica, Donja Špionica, Gornja Špionica, Srednja Špionica, Cerik, Tutnjevac e Huremi.
Confina con i comuni Tuzla, Lukavac, Gračanica, Gradačac e il Distretto di Brčko.

## Popolazione
La popolazione di Srebrenik secondo l'ultimo censimento ufficiale risalente al 1991 raggiungeva 40 796 abitanti. Secondo le stime del dipartimento federale per la statistica della Bosnia Erzegovina la popolazione attualmente è invece di 41 508 abitanti.

## Sport
La città ha una squadra di calcio, il FK Gradina. Il FK Gradina è stato fondato nel 1993 ed è il club sportivo più antico del comune.